# 哈氏寬箬鰨
哈氏寬箬鰨為輻鰭魚綱鰈形目鰨亞目鰨科的其中一種，為熱帶魚類，分布於亞洲湄公河、湄南河淡水、半鹹水域，體長可達10公分，棲息在沙泥底質底層水域，生活習性不明，可作為食用魚。